# Diogo Salomão
Diogo Ferreira Salomão est un footballeur portugais, né le 14 septembre 1988 à Amadora. Il évolue comme milieu.

## Biographie
Repéré par ses performances au Real Sport Clube, Diogo Salomão intègre l'effectif professionnel du prestigieux Sporting Portugal en 2010-2011. Après avoir pris part à plusieurs matchs amicaux, il fait ses débuts en match officiel le 16 septembre 2010 à Lille en Ligue Europa. Quinze jours plus tard, il inscrit son premier but en professionnel face au PFK Levski Sofia. Le 8 janvier 2011, il inscrit l'un des plus beaux buts de la saison contre Braga d'une somptueuse talonnade aérienne.
Malgré de belles choses montrées au cours de sa première saison au Sporting, il est prêté en 2011-2012 au Deportivo La Corogne qui évoluait alors en deuxième division espagnole (Liga Adelante). Il dispute 29 matchs de championnat et contribue à la remontée du club galicien en première division. En 2012-2013, il est de nouveau prêté au Deportivo La Corogne où il pourra découvrir la prestigieuse Liga BBVA.

## RCD Majorque
Le 28 janvier 2016 , il est transféré au RCD Majorque pour une somme estimée à 800.000 €.  

## Palmarès
- Championnat d'Espagne D2 (Liga Adelante) (1) : 2011-2012

## Statistiques
| Saison      | Club                 | Pays     | Championnat     | Championnat | Championnat | Coupes nationales | Coupes nationales | Coupe d'Europe | Coupe d'Europe | Coupe d'Europe | Total  | Total |
| Saison      | Club                 | Pays     | Division        | Matchs      | Buts        | Matchs            | Buts              | Type           | Matchs         | Buts           | Matchs | Buts  |
| ----------- | -------------------- | -------- | --------------- | ----------- | ----------- | ----------------- | ----------------- | -------------- | -------------- | -------------- | ------ | ----- |
| 2010 - 2011 | Sporting CP          | Portugal | Liga Zon Sagres | 12          | 2           | 5                 | 0                 | C3             | 6              | 2              | 23     | 4     |
| 2011 - 2012 | Deportivo La Corogne | Espagne  | Liga Adelante   | 29          | 4           | 4                 | 1                 | -              | -              | -              | 33     | 5     |
| 2012 - 2013 | Deportivo La Corogne | Espagne  | Liga BBVA       | 14          | 2           | -                 | -                 | -              | -              | -              | 14     | 2     |
| 2013 - 2014 | Sporting CP          | Portugal | Liga Zon Sagres | 3           | 0           | 1                 | 0                 | -              | -              | -              | 4      | 0     |
| 2013 - 2014 | Sporting B           | Portugal | Liga Orangina   | 7           | 0           | -                 | -                 | -              | -              | -              | 7      | 0     |
| 2013 - 2014 | Deportivo La Corogne | Espagne  | Liga Adelante   | 6           | 1           | -                 | -                 | -              | -              | -              | 6      | 1     |

Dernière mise à jour le 2 mars 2014